# Anthony John Valentine Obinna

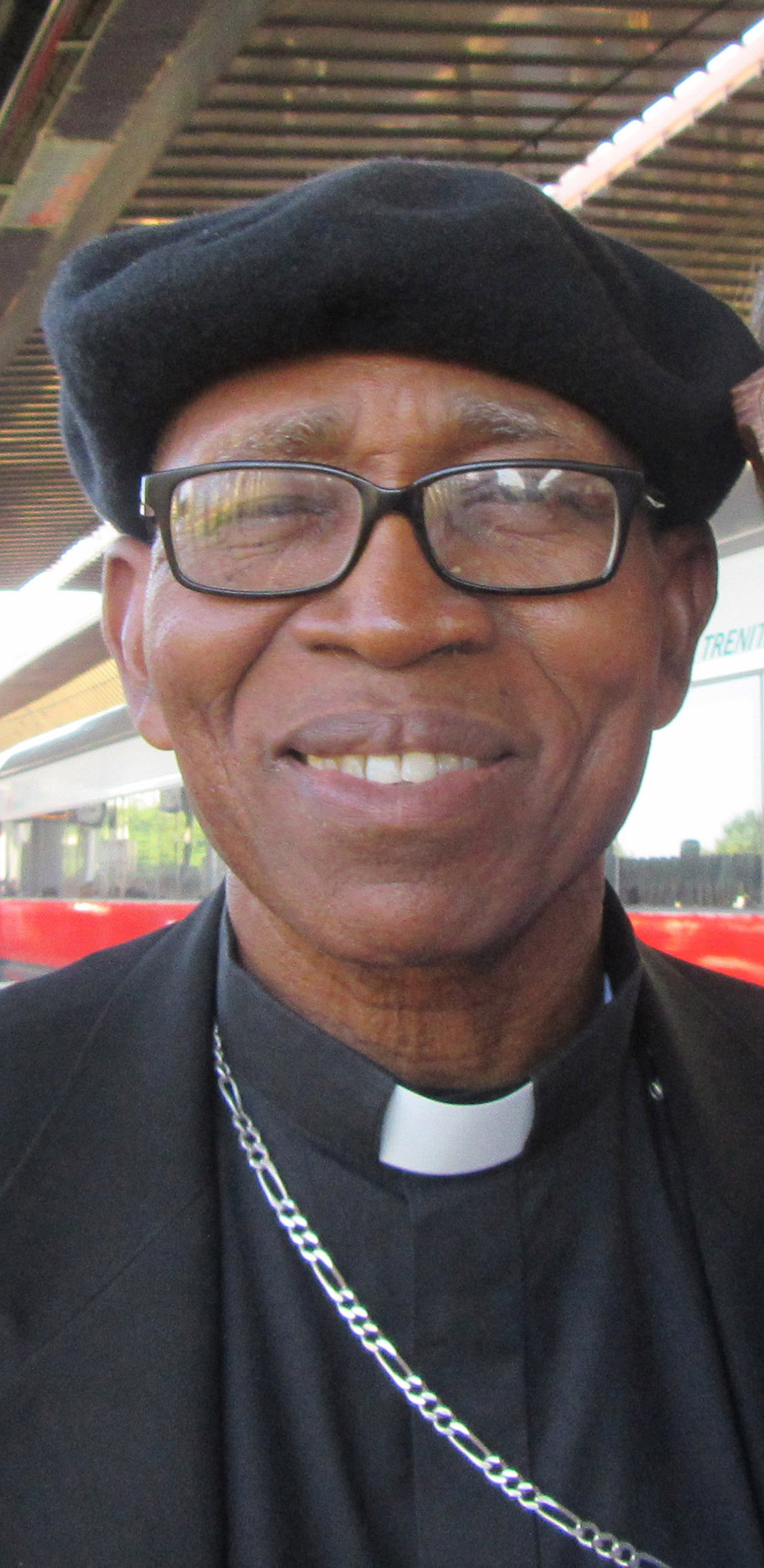
Erzbischof Anthony John Valentine Obinna

Anthony John Valentine Obinna (* 26. Juni 1946 in Emekuku, Nigeria) ist ein nigerianischer Geistlicher und emeritierter römisch-katholischer Erzbischof von Owerri.

## Leben
Anthony John Valentine Obinna empfing am 9. April 1972 das Sakrament der Priesterweihe für das Bistum Owerri.
Am 1. Juli 1993 ernannte ihn Papst Johannes Paul II. zum Bischof von Owerri. Der Apostolische Nuntius in Nigeria, Erzbischof Carlo Maria Viganò, spendete ihm am 4. September desselben Jahres die Bischofsweihe; Mitkonsekratoren waren der emeritierte Bischof von Owerri, Mark Onwuha Unegbu, und der Bischof von Orlu, Gregory Obinna Ochiagha. Am 26. März 1994 ernannte ihn Johannes Paul II.mit der Erhebung des Bistums zum Erzbistum zum ersten Erzbischof von Owerri.
Papst Franziskus nahm am 6. März 2022 seinen altersbedingten Rücktritt an.